# Ћилимар
Ћилимари израђују декоративне тканине од вуне, памука или свиле које служе као простирке на поду или као украси и топлотна заштита на зидовима. Традиционално, ћилими се ручно израђују на вертикалним разбојима. Због финоће рада овим послом се више баве жене због мањих и финијих прстију. Свако подручје на коме се очувала традиција производње ћилима има своје карактеристичне шаре, боје и нити и то им даје посебну вредност. У нас су познати пиротски ћилими док су такође веома познати персијски ћилими, и уопште ћилими са истока.
Приликом израде ћилима на „основу“ која је разапета на разбоју везују се чворови од вуне, свиле, памука и потом маказама одсецају. Квалитет ћилима се и дефинише бројем чворова по квадратном метру. Квалитетни ћилими имају и по 100.000 чворова. 
Интересантно је да се по новим ћилимима треба што више газити, да би се “угазили” а што мање механички чистити. У Персији је чак био обичај да се нови ћилими изнесу на улицу и оставе пролазницима да по њима газе. Ћилими су веома трајни па су временом добијали на вредности.